# Autigny (Frankrijk)
Autigny is een gemeente in het Franse departement Seine-Maritime (regio Normandië) en telt 224 inwoners (1999). De plaats maakt deel uit van het arrondissement Dieppe.

## Geografie
De oppervlakte van Autigny bedraagt 4,1 km², de bevolkingsdichtheid is 54,6 inwoners per km².
De onderstaande kaart toont de ligging van Autigny (Frankrijk) met de belangrijkste infrastructuur en aangrenzende gemeenten.

## Demografie
Onderstaande figuur toont het verloop van het inwonertal (bron: INSEE-tellingen).